# Nechisarnachtschwalbe
Die Einteilung der Lebewesen in Systematiken ist kontinuierlicher Gegenstand der Forschung. So existieren neben- und nacheinander verschiedene systematische Klassifikationen. 
Das hier behandelte Taxon ist durch neue Forschungen obsolet geworden oder ist aus anderen Gründen nicht Teil der in der deutschsprachigen Wikipedia dargestellten Systematik.

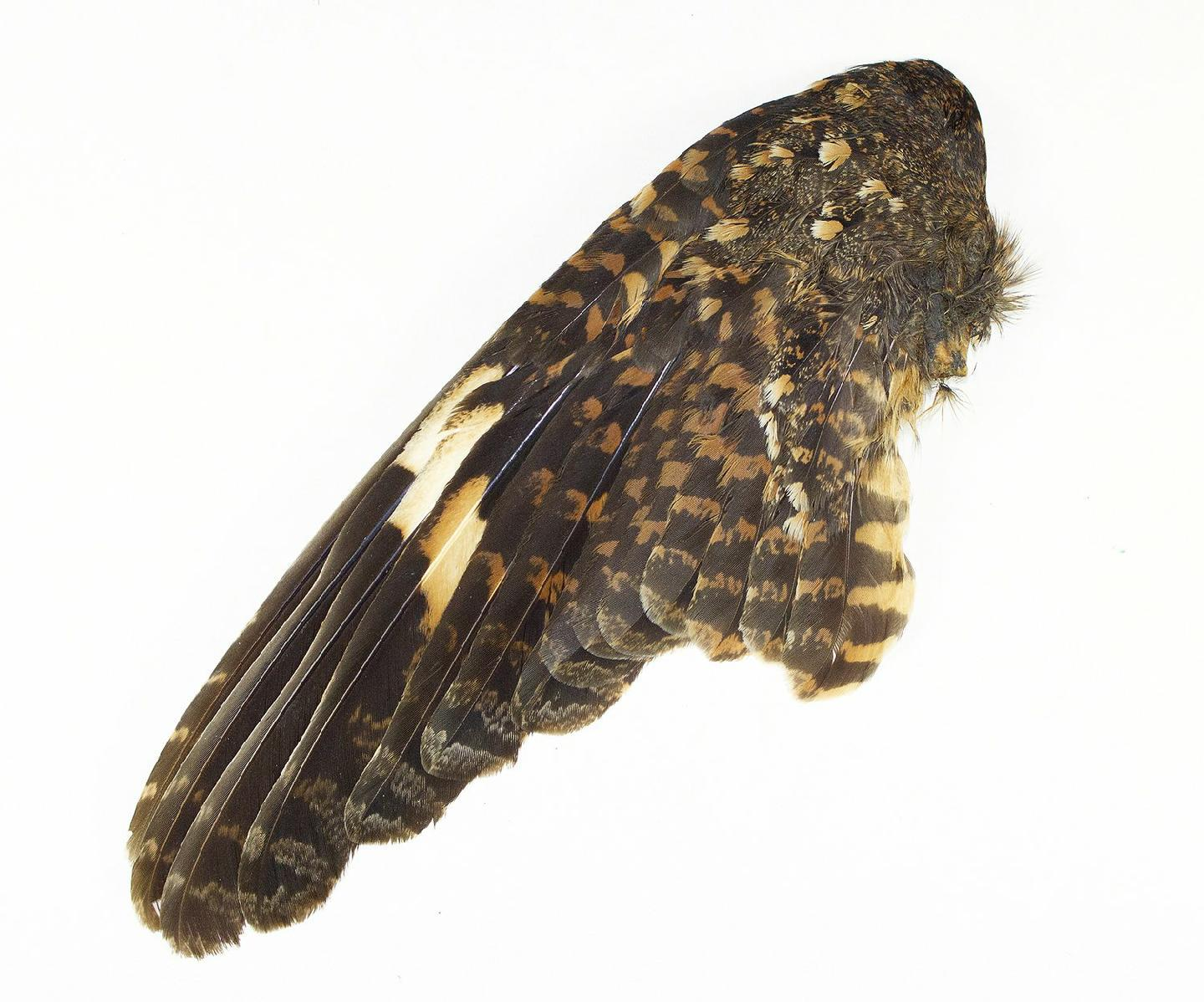
Ein Flügel ist das einzige bekannte Fundstück der Nechisarnachtschwalbe

Die Nechisarnachtschwalbe (Caprimulgus solala) ist eine rätselhafte Vogelart, die im Nechisar-Nationalpark in Äthiopien vorkommt. Sie ist bisher nur von einem Flügel bekannt, der 1990 entdeckt wurde. Darauf bezieht sich auch das aus sōlus (= einzeln) und ala (= Flügel) zusammengesetzte Artepitheton solala, das „einzelner Flügel“ bedeutet.

## Entdeckung
Während einer Studie im Nechisar-Nationalpark im September 1990 wurde ein verwesender Nachtschwalbenkörper, der wahrscheinlich einige Tage bis zu einer Woche alt war, teilweise im Boden einer Fahrzeugspur versenkt, entdeckt. Einige andere Federn waren verloren, jedoch konnte ein kompletter linker Flügel gefunden werden. Dieser Flügel ist die einzige Grundlage für die Beschreibung der Art im Jahr 1995. Dies hat Kritik mit der Begründung ausgelöst, dass die Variabilität bestimmter Zeichen, wie die Größe des weißen Flügelfelds, nicht ausreichend berücksichtigt wurde. Die Erstbeschreiber wiesen diese Kritik im Jahr 1997 zurück. Beide Seiten waren sich jedoch einig, dass eine DNA-Sequenzanalyse Aufschluss über die Validität dieser Art bringen könnte. Trotz der kontroversen Sichtweise wird die Nechisarnachtschwalbe sowohl vom International Ornithological Congress als auch von BirdLife International als gültige Art anerkannt.

## Merkmale
Basierend auf der Flügellänge von 18,8 cm wird die Körperlänge des Exemplars, wahrscheinlich ein Männchen, auf 25 cm geschätzt. Das allgemeine Erscheinungsbild ist unklar. Andere Reste des Kadavers, die gesehen, jedoch nicht gesammelt wurden, waren Federn, die denen des Weibchens der Flaggennachtschwalbe (Caprimulgus vexillarius) ähnelten. Sie waren ziemlich glatt, dunkel rötlich-braun mit weißen Spitzen an mindestens zwei der äußeren Schwanzfedern. Der Flügel ist abgerundet. Die äußeren Handschwingenfedern (P10, P9, P8, P7) sind schwarzbraun mit zwei bis vier auffälligen wellenförmigen gelbbraunen Binden nahe der Spitze und auffälligen weißen oder gelbbraunen Flecken, die sich sowohl auf der Innenfahne der zehnten Handschwingenfeder als auch auf den Innen- und Außenfahnen der siebten bis neunten Handschwingenfeder etwa 100 mm vom Handwurzelgelenk entfernt befinden. Die inneren Handschwingenfedern (P1 bis P6) und die Armschwingenfedern sind schwärzlich-braun mit breiteren, kastanienbraunen Bändern von 4 bis 5 mm Breite, die zu den Spitzen hin grauer und wellenförmiger werden. Die Alula und die Handdecken sind ebenfalls kastanienbraun, genau wie die Basis der Armdecken. Die oberen Flügeldecken sind schwarz-braun oder dunkel sepiafarben, fein rotbraun gefärbt und mit auffälligen, abgerundeten Flecken auf den Spitzen. Die Unterflügeldecken sind orange-gelbbraun oder hell rötlich-braun mit dunkel sepiafarbenen Bändern, die 4 mm breit sind.

## Lebensraum und Lebensweise
Der Flügel wurde auf der Nechisar-Ebene gefunden. Die Ebene befindet sich in 1200 m Höhe, ist vollkommen baumlos und besteht aus schwarzem Lavaboden, der mit kurzem Gras bedeckt ist. Über die Lebensweise der Nechisarnachtschwalbe ist nichts bekannt.

## Status
Die Rote Liste gefährdeter Arten der IUCN klassifiziert die Nechisarnachtschwalbe in die Kategorie „gefährdet“ (vulnerable). Der Populationsstatus des Taxons ist unbekannt, aber es ist unwahrscheinlich, dass es weit verbreitet oder häufig ist. Es wird vorsichtshalber angenommen, dass es auf die Nechisar-Ebene beschränkt ist, ein isoliertes Gebiet mit wahrscheinlich verbliebenem Lebensraum. Es gab nachfolgende mögliche Sichtungen, einschließlich einiger Individuen einer großen, rötlich-braunen Nachtschwalbe mit weißen Schwanzecken und auffälligen weißen Flügelfeldern, die auf der Nechisar-Ebene über drei Nächte im April 2009 beobachtet wurden.
Der hohe Ressourcenverbrauch bedroht die Zukunft des Nechisar-Nationalparks, einschließlich exzessiver Beweidung durch Nutzvieh, schneller Abholzung von Bäumen für Treibstoff und Baumaterial für die wachsende Stadt Arba Minch in der Nähe sowie illegaler Fischerei. Dieser Ressourcenverbrauch wird im Nationalpark reduziert. Im Jahr 1998 verursachte ein Brand, der von illegalen Siedlern innerhalb des Nationalparks verursacht wurde, erhebliche Schäden auf einer Fläche von circa 12 km².
2025 wurde eine DNA-Studie veröffentlicht, die besagt, dass es sich bei der Nechisarnachtschwalbe um eine Hybride aus Fahnennachtschwalbe und Fleckennachtschwalbe und somit nicht um eine valide Art handelt.